# Autonomes Ganglion
Autonome Ganglien (Singular: autonomes Ganglion, lat. Ganglia autonomica bzw. Ganglion autonomicum), auch vegetative autonome Ganglien genannt, sind Ansammlungen (Cluster) von multipolaren Nervenzellenkörpern (Perikaryen) im peripheren Nervensystem, von denen Nervenfasern ausgehen. Je nach Typ der Faser unterscheidet man zwischen dem sympathischen Ganglion (Ganglion sympathicum) und dem parasympathischen Ganglion (Ganglion parasympathicum). Die multipolaren Nervenzellen weisen eine unterschiedliche Größe auf und sind von Mantelzellen umgeben.
Autonome Ganglien dienen als Umschaltstellen von Nervenfasern des vegetativen Nervensystems. In das autonome Ganglion münden die präganglionären Nervenfasern (Neurofibrae preganglionicae) ein. Die austretenden umgeschalteten Nervenfasern sind die postganglionäre Nervenfasern (Neurofibrae postganglionicae). Die autonomen Ganglien sind Teil des Grenzstranges (Truncus sympathicus) oder liegen prävertebral, das heißt vor der Wirbelsäule. Als autonome Ganglien werden auch Cluster von Nervenzellen an den Wänden der inneren Organe und Cluster von Nervenzellen im Verlauf vegetativer Nerven bezeichnet.